# Lema de Yoneda
El lema de Yoneda en teoría de las categorías nos permite encajar una categoría en otra categoría de funtor es definida sobre aquella, y clarifica cómo la categoría encajada se relaciona con los objetos de la categoría de funtores que la encajan. 
Es una herramienta importante que se encuentra subyacente a varios de los desarrollos modernos en geometría algebraica y teoría de la representación. Es una extensa generalización del teorema de Cayley de la teoría de grupos (todo grupo es un monoide, que es a su vez una categoría con un solo objeto).

## Algo sobre su filosofía
Hablando en general, el lema de Yoneda sugiere que en vez de investigar la categoría (pequeña) C, podemos estudiar la categoría de todos los funtores desde C a la categoría Set (donde Set es la categoría de todos los conjuntos con las aplicaciones en el papel de morfismos). Set es la categoría que mejor entendemos, y un funtor de C a Set puede verse como una "representación" de C en términos de estructuras conocidas. La categoría original C está contenida en dicha categoría de funtores, pero en esta aparecerán objetos nuevos que en cierto modo estaban escondidos en C. Tratando tales objetos nuevos como los viejos en C a menudo unificamos y simplificamos la teoría.
Este modo de ver es parecido (y de hecho lo generaliza) al método corriente de estudiar un anillo mediante el estudio de los módulos sobre el anillo. El anillo haría el papel de la categoría C, y la categoría de funtores donde se le encaja sería la categorías de módulos sobre el anillo encajado.

## Lema de Yoneda
Un objeto A de una categoría C define un funtor covariante de C en la categoría Set de los conjuntos :
De esta manera disponemos de un funtor contravariante de C en la categoría Func(C,Set) de los funtores contravariantes de C en Set. Todo morfismo de A a B en la categoría C induce un morfismo de {\displaystyle h_{B}} en {\displaystyle h_{A}}. El lema de Yoneda afirma que estos son los únicos morfismos de los que disponemos; además, mediante el lema se caracterizan los conjuntos de morfismos de {\displaystyle h_{A}} a cualquier otro funtor de C a Set.

### Enunciado
Para todo objeto {\displaystyle A} de una categoría {\displaystyle {\cal {C}}}, todo morfismo {\displaystyle \psi } de {\displaystyle h_{A}} sobre un funtor {\displaystyle T\colon {\cal {C}}\rightarrow {\mathsf {Set}}} está definido únicamente por el elemento de {\displaystyle T(A)} que se define como la imagen de {\displaystyle Id_{A}} en {\displaystyle h_{A}(A)} por {\displaystyle \psi (A)}. Más precisamente, disponemos de una biyección:
En particular, para todos los objetos {\displaystyle A} y {\displaystyle B} de {\displaystyle {\cal {C}}}, tenemos que {\displaystyle \mathrm {Hom} (h_{A},h_{B})=\mathrm {Hom} (B,A)}, donde
h se denomina el encaje de Yoneda (en inglés, Yoneda embedding).
El encaje de Yoneda a veces es denotado por よ, el símbolo en hiragana de la sílaba "yo".

### Demostración

#### Inyectividad
Con las notaciones de arriba, consideremos {\displaystyle \psi } un morfismo de {\displaystyle h_{A}} sobre {\displaystyle T}. Para todo elemento {\displaystyle f} en {\displaystyle h_{A}(B)=Hom_{C}(A,B)}, tenemos :
Aplicando a esta identidad la aplicación conjuntista {\displaystyle \psi (B):h_{A}(B)\rightarrow T(B)}, obtenemos :
donde la segunda igualdad viene de la definición de un morfismo de funtores. El elemento {\displaystyle \psi (B)(f)} es por tanto la imagen de {\displaystyle \psi (A)(Id_{A})} mediante {\displaystyle T(f)}. De hecho, haciendo variar f, se demuestra que {\displaystyle \psi } está unívocamente determinadad por {\displaystyle \psi (A)(Id_{A})}. La aplicación dada es inyectiva.

#### Sobreyectividad
Sea un elemento v de {\displaystyle T(A)}. La prueba de la inyectividad permite intuir un (forzosamente único) antecedente de v. Para todo objeto B de C, definimos :
Verifiquemos que {\displaystyle \psi _{v}} es un morfismo de funtores. Para toda flecha {\displaystyle g:B\rightarrow C} y para todo elemento f de {\displaystyle h_{A}(B)}, podemos escribir :
Ahora bien, la composición g.f puede ser vista como la imagen def por {\displaystyle h_{A}(g)}. Por tanto, la identidad obtenida se reescribe:
Haciendo variar f :
Siendo esto verificado para toda flecha g, {\displaystyle \psi _{v}} es un funtor de {\displaystyle h_{A}} sobre {\displaystyle T} y su imagen es casi por definición v (se ha definido para ello).